# Родноверие
Родноверието (още родоверие, родна вяра, стара вяра, rodzima wiara, rodna vira, рідна віра) е съвременно религиозно течение в някои славяноезични държави, което се основава на вярата, че възстановява древната славянска религия. Изповядващите родоверието, се прекланят пред божества, които смятат за славянски - издигат идоли, съграждат капища и изпълняват обреди, които смятат за пресъздадени славянски езически ритуали.
Родоверците често са организирани в „общини“ (задруги), по подобие на древните родови общини, в които важните въпроси се решават от родово събрание Вяще (рус. Вече), а управителни функции имат т.нар. влъхви (рус. волхвы) и колдуни (магьосници). Общините организират фестивали на календарни празници, които смятат за възстановки на славянски езически култови практики.
Родоверческите общини имат най-голямо разпространение в Русия, по-малко в Украйна, Беларус, Полша, Чехия, Словакия, също и в Словения, Хърватия, Босна и Херцеговина, Сърбия, Северна Македония, България, както и предимно в славянски общности в Казахстан, Естония, Литва и САЩ.